# Namibias parlament
Namibias Parlament består af to kammer Upper House  og Lower House.